# فهرست پروازهای کناری سیاره‌ای

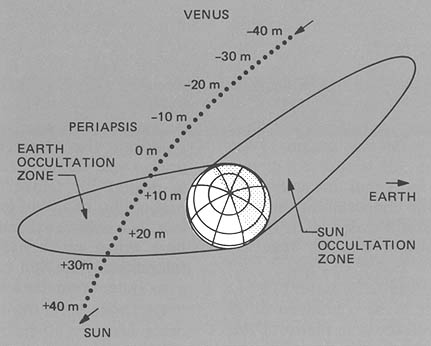
طرح پرواز کناری مانرینر ۱۰ برای گذشتن از کنار سیارهٔ زهره

پرواز کناری یا از کنار سیاره‌گذری در پروازهای فضایی؛ (به انگلیسی: Planetary flyby)، فرستادن یک فضاپیما به فضا به منظور نزدیک شدن و گذشتن از کنار یک سیاره یا یک سیاره کوتوله یا دیگر اجرام آسمانی است؛ فاصله‌ای که به اندازهٔ کافی نزدیک است که ثبت داده‌های علمی ممکن می‌گردد.
در مسیر پروازهای کناری معمولاً از یک یا چند کمک گرانشی از یک هدف اولیه استفاده می‌شود تا فضاپیما را به سوی خود بکشد، ولی این روش می‌تواند خود به عنوان ابزار رسیدن به هدف نهایی نیز استفاده شود.
نخستین گذر کناری از کنار سیاره‌ای دیگر با یک فضاپیمای در حال مأموریت در تاریخ ۱۴ دسامبر سال ۱۹۶۲ صورت گرفت، زمانی که کاوش‌گر مارینر ۲ توسط سیارهٔ زهره کشیده شد.

## فهرست پروازهای کناری سیاره‌ای
| تاریخ گذر       | تاریخ پرتاب     | اپراتور                             | فضاپیما             | توضیح                                                                                     | نتیجهٔ مأموریت |
| --------------- | --------------- | ----------------------------------- | ------------------- | ----------------------------------------------------------------------------------------- | ------------- |
| ۱۹ مه ۱۹۶۱      | ۱۲ فوریه ۱۹۶۱   | اتحاد جماهیر شوروی                  | ونرا ۱              | First Venus flyby (contact lost before flyby)                                             | شکست          |
| ۱۴ دسامبر ۱۹۶۲  | ۲۷ اوت ۱۹۶۲     | ایالات متحده آمریکا                 | مارینر ۲            | First successful non-lunar planetary encounter and first successful Venus flyby           | موفقیت‌آمیز    |
| ۱۹ ژوئن ۱۹۶۳    | ۱ نوامبر ۱۹۶۲   | اتحاد جماهیر شوروی                  | Mars 1              | First Mars flyby (contact lost)                                                           | شکست          |
| ۱۹ ژوئیه ۱۹۶۴   | ۲ آوریل ۱۹۶۴    | اتحاد جماهیر شوروی                  | Zond 1              | Venus flyby (contact lost)                                                                | شکست          |
| ۱۵ ژوئیه ۱۹۶۵   | ۲۸ نوامبر ۱۹۶۴  | ایالات متحده آمریکا                 | Mariner 4           | First successful Mars flyby                                                               | موفقیت‌آمیز    |
| ۶ اوت ۱۹۶۵      | ۳۰ نوامبر ۱۹۶۴  | اتحاد جماهیر شوروی                  | Zond 2              | Mars flyby (contact lost)                                                                 | شکست          |
| ۲۷ فوریه ۱۹۶۶   | ۱۲ نوامبر ۱۹۶۵  | اتحاد جماهیر شوروی                  | Venera 2            | Venus flyby (contact lost)                                                                | شکست          |
| ۱۹ اکتبر ۱۹۶۷   | ۱۴ ژوئن ۱۹۶۷    | ایالات متحده آمریکا                 | Mariner 5           | Venus flyby                                                                               | موفقیت‌آمیز    |
| ۳۱ ژوئیه ۱۹۶۹   | ۲۵ فوریه ۱۹۶۹   | ایالات متحده آمریکا                 | Mariner 6           | Mars flyby                                                                                | موفقیت‌آمیز    |
| ۵ اوت ۱۹۶۹      | ۲۷ مارس ۱۹۶۹    | ایالات متحده آمریکا                 | Mariner 7           | Mars flyby                                                                                | موفقیت‌آمیز    |
| ۳ دسامبر ۱۹۷۳   | ۳ مارس ۱۹۷۲     | ایالات متحده آمریکا                 | Pioneer 10          | First Jupiter flyby                                                                       | موفقیت‌آمیز    |
| ۵ فوریه ۱۹۷۴    | ۴ نوامبر ۱۹۷۳   | ایالات متحده آمریکا                 | Mariner 10          | Venus flyby                                                                               | موفقیت‌آمیز    |
| ۱۰ فوریه ۱۹۷۴   | ۲۱ ژوئیه ۱۹۷۳   | اتحاد جماهیر شوروی                  | Mars 4              | Mars flyby (inadvertent; attempted Mars orbiter)                                          | شکست          |
| ۹ مارس ۱۹۷۴     | ۹ اوت ۱۹۷۳      | اتحاد جماهیر شوروی                  | Mars 7              | Mars flyby (inadvertent; attempted Mars lander)                                           | شکست          |
| ۱۲ مارس ۱۹۷۴    | ۵ اوت ۱۹۷۳      | اتحاد جماهیر شوروی                  | Mars 6              | Mars flyby (flyby succeeded but lander failed)                                            | شکست          |
| ۲۹ مارس ۱۹۷۴    | ۴ نوامبر ۱۹۷۳   | ایالات متحده آمریکا                 | Mariner 10          | First Mercury flyby                                                                       | موفقیت‌آمیز    |
| ۲۱ سپتامبر ۱۹۷۴ | ۴ نوامبر ۱۹۷۳   | ایالات متحده آمریکا                 | Mariner 10          | Mercury flyby                                                                             | موفقیت‌آمیز    |
| ۳ دسامبر ۱۹۷۴   | ۵ آوریل ۱۹۷۳    | ایالات متحده آمریکا                 | Pioneer 11          | Jupiter flyby                                                                             | موفقیت‌آمیز    |
| ۱۶ مارس ۱۹۷۵    | ۴ نوامبر ۱۹۷۳   | ایالات متحده آمریکا                 | Mariner 10          | Mercury flyby                                                                             | موفقیت‌آمیز    |
| ۱۹ دسامبر ۱۹۷۸  | ۱۴ سپتامبر ۱۹۷۸ | اتحاد جماهیر شوروی                  | Venera 12           | Venus flyby and lander                                                                    | موفقیت‌آمیز    |
| ۲۵ دسامبر ۱۹۷۸  | ۹ سپتامبر ۱۹۷۸  | اتحاد جماهیر شوروی                  | Venera 11           | Venus flyby and lander                                                                    | موفقیت‌آمیز    |
| ۵ مارس ۱۹۷۹     | ۵ سپتامبر ۱۹۷۷  | ایالات متحده آمریکا                 | Voyager 1           | Jupiter flyby                                                                             | موفقیت‌آمیز    |
| ۹ ژوئیه ۱۹۷۹    | ۲۰ اوت ۱۹۷۷     | ایالات متحده آمریکا                 | Voyager 2           | Jupiter flyby                                                                             | موفقیت‌آمیز    |
| ۱ سپتامبر ۱۹۷۹  | ۵ آوریل ۱۹۷۳    | ایالات متحده آمریکا                 | Pioneer 11          | First Saturn flyby                                                                        | موفقیت‌آمیز    |
| ۱۲ نوامبر ۱۹۸۰  | ۵ سپتامبر ۱۹۷۷  | ایالات متحده آمریکا                 | Voyager 1           | Saturn flyby                                                                              | موفقیت‌آمیز    |
| ۲۵ اوت ۱۹۸۱     | ۲۰ اوت ۱۹۷۷     | ایالات متحده آمریکا                 | Voyager 2           | Saturn flyby                                                                              | موفقیت‌آمیز    |
| ۱ مارس ۱۹۸۲     | ۳۰ اکتبر ۱۹۸۱   | اتحاد جماهیر شوروی                  | Venera 13           | Venus flyby and lander                                                                    | موفقیت‌آمیز    |
| ۵ مارس ۱۹۸۲     | ۴ نوامبر ۱۹۸۱   | اتحاد جماهیر شوروی                  | Venera 14           | Venus flyby and lander                                                                    | موفقیت‌آمیز    |
| ۱۱ ژوئن ۱۹۸۵    | ۱۵ دسامبر ۱۹۸۴  | اتحاد جماهیر شوروی                  | Vega 1              | Venus flyby, lander, and first balloon                                                    | موفقیت‌آمیز    |
| ۱۵ ژوئن ۱۹۸۵    | ۲۱ دسامبر ۱۹۸۴  | اتحاد جماهیر شوروی                  | Vega 2              | Venus flyby, lander, and balloon                                                          | موفقیت‌آمیز    |
| ۲۴ ژانویه ۱۹۸۶  | ۲۰ اوت ۱۹۷۷     | ایالات متحده آمریکا                 | Voyager 2           | First and only Uranus flyby                                                               | موفقیت‌آمیز    |
| ۲۵ اوت ۱۹۸۹     | ۲۰ اوت ۱۹۷۷     | ایالات متحده آمریکا                 | Voyager 2           | First and only Neptune flyby                                                              | موفقیت‌آمیز    |
| ۱۰ فوریه ۱۹۹۰   | ۱۳ اکتبر ۱۹۸۹   | ایالات متحده آمریکا                 | Galileo             | Venus flyby, first of three gravity assists to Jupiter                                    | موفقیت‌آمیز    |
| ۲ ژوئیه ۱۹۹۰    | ۲ ژوئیه ۱۹۸۵    | اتحادیه اروپا                       | Giotto              | First Earth flyby, gravity assist for extended mission to 26P/Grigg–Skjellerup            | موفقیت‌آمیز    |
| ۸ اکتبر ۱۹۹۰    | ۱۳ اکتبر ۱۹۸۹   | ایالات متحده آمریکا                 | Galileo             | Earth flyby, second of three gravity assists to Jupiter                                   | موفقیت‌آمیز    |
| ۸ ژانویه ۱۹۹۲   | ۷ ژانویه ۱۹۸۵   | ژاپن                                | Sakigake            | Earth flyby                                                                               | موفقیت‌آمیز    |
| ۸ فوریه ۱۹۹۲    | ۶ اکتبر ۱۹۹۰    | اتحادیه اروپا · ایالات متحده آمریکا | Ulysses             | Jupiter flyby, inclination change gravity assist for solar mission                        | موفقیت‌آمیز    |
| ۸ دسامبر ۱۹۹۲   | ۱۳ اکتبر ۱۹۸۹   | ایالات متحده آمریکا                 | Galileo             | Earth flyby, last of three gravity assists to Jupiter                                     | موفقیت‌آمیز    |
| ۲۴ اوت ۱۹۹۳     | ۲۵ سپتامبر ۱۹۹۲ | ایالات متحده آمریکا                 | Mars Observer       | Mars flyby (inadvertent; attempted Mars orbiter)                                          | شکست          |
| ۲۳ ژانویه ۱۹۹۸  | ۱۷ فوریه ۱۹۹۶   | ایالات متحده آمریکا                 | NEAR Shoemaker      | Earth flyby, gravity assist to 433 Eros                                                   | موفقیت‌آمیز    |
| ۲۶ آوریل ۱۹۹۸   | ۱۵ اکتبر ۱۹۹۷   | اتحادیه اروپا · ایالات متحده آمریکا | کاسینی-هویگنس       | Venus flyby, first of four gravity assists to Saturn                                      | موفقیت‌آمیز    |
| ۲۴ ژوئن ۱۹۹۹    | ۱۵ اکتبر ۱۹۹۷   | اتحادیه اروپا · ایالات متحده آمریکا | کاسینی-هویگنس       | Venus flyby, second of four gravity assists to Saturn                                     | موفقیت‌آمیز    |
| ۱۸ اوت ۱۹۹۹     | ۱۵ اکتبر ۱۹۹۷   | اتحادیه اروپا · ایالات متحده آمریکا | کاسینی-هویگنس       | Earth flyby, third of four gravity assists to Saturn                                      | موفقیت‌آمیز    |
| ۳۰ دسامبر ۲۰۰۰  | ۱۵ اکتبر ۱۹۹۷   | اتحادیه اروپا · ایالات متحده آمریکا | کاسینی-هویگنس       | Jupiter flyby, last of four gravity assists to Saturn                                     | موفقیت‌آمیز    |
| ۱۵ ژانویه ۲۰۰۱  | ۲۷ فوریه ۱۹۹۹   | ایالات متحده آمریکا                 | Stardust            | Earth flyby, gravity assist to 81P/Wild                                                   | موفقیت‌آمیز    |
| ۲۱ آوریل ۲۰۰۲   | ۴ ژوئیه ۱۹۹۸    | ژاپن                                | Nozomi              | Earth flyby, first of two gravity assists to Mars                                         | موفقیت‌آمیز    |
| ۱۹ ژوئن ۲۰۰۳    | ۴ ژوئیه ۱۹۹۸    | ژاپن                                | Nozomi              | Earth flyby, last of two gravity assists to Mars                                          | موفقیت‌آمیز    |
| ۱۴ دسامبر ۲۰۰۳  | ۴ ژوئیه ۱۹۹۸    | ژاپن                                | Nozomi              | Mars flyby (inadvertent; planned Mars orbiter)                                            | شکست          |
| ۱۹ مه ۲۰۰۴      | ۹ مه ۲۰۰۳       | ژاپن                                | Hayabusa            | Earth flyby, gravity assist to 25143 Itokawa                                              | موفقیت‌آمیز    |
| ۴ مارس ۲۰۰۵     | ۲ مارس ۲۰۰۴     | اتحادیه اروپا                       | Rosetta             | Earth flyby, first of four gravity assists to 67P/Churyumov–Gerasimenko                   | موفقیت‌آمیز    |
| ۲ اوت ۲۰۰۵      | ۳ اوت ۲۰۰۴      | ایالات متحده آمریکا                 | MESSENGER           | Earth flyby, first gravity assist to Mercury                                              | موفقیت‌آمیز    |
| ۱۵ ژانویه ۲۰۰۶  | ۲۷ فوریه ۱۹۹۹   | ایالات متحده آمریکا                 | Stardust            | Earth flyby and sample return capsule reentry                                             | موفقیت‌آمیز    |
| ۲۴ اکتبر ۲۰۰۶   | ۳ اوت ۲۰۰۴      | ایالات متحده آمریکا                 | MESSENGER           | Venus flyby, second gravity assist to Mercury                                             | Success       |
| ۲۵ فوریه ۲۰۰۷   | ۲ مارس ۲۰۰۴     | اتحادیه اروپا                       | Rosetta             | Mars flyby, second of four gravity assists to 67P/Churyumov–Gerasimenko                   | موفقیت‌آمیز    |
| ۲۸ فوریه ۲۰۰۷   | ۱۹ ژانویه ۲۰۰۶  | ایالات متحده آمریکا                 | New Horizons        | Jupiter flyby, gravity assist to Pluto/Charon system                                      | موفقیت‌آمیز    |
| ۵ ژوئن ۲۰۰۷     | ۳ اوت ۲۰۰۴      | ایالات متحده آمریکا                 | MESSENGER           | Venus flyby, third gravity assist to Mercury. Also characterized the planet's atmosphere. | موفقیت‌آمیز    |
| ۱۳ نوامبر ۲۰۰۷  | ۲ مارس ۲۰۰۴     | اتحادیه اروپا                       | Rosetta             | Earth flyby, third of four gravity assists to 67P/Churyumov–Gerasimenko                   | موفقیت‌آمیز    |
| ۳۱ دسامبر ۲۰۰۷  | ۱۲ ژانویه ۲۰۰۵  | ایالات متحده آمریکا                 | Deep Impact (EPOXI) | Earth flyby                                                                               | موفقیت‌آمیز    |

## نگارخانه

The Galileo flybys featured both purely gravitional assists and scientific experiments